# Frank den Hond
Frank den Hond (* im 20. Jahrhundert) ist niederländischer Professor für Management und Organisation an der Schwedischen Handelshochschule in Helsinki. Daneben hält den Hond eine Gastprofessur an der Fakultät für Sozialwissenschaften der Freien Universität Amsterdam.

## Werdegang
Nach einem betriebswirtschaftlichen Studium wurde Frank den Hond 1996 der Doktor der Philosophie von der Freien Universität Amsterdam in den Niederlanden verliehen.
Den Hond ist verheiratet und hat zwei Kinder.

## Forschungsinteressen
Den Hond's Forschungsinteressen befassen sich mit den Schnittstellen zwischen Gesellschaft und Wirtschaft, der Organisationstheorie und der Erforschung von sozialen Bewegungen. Seine Arbeiten handeln häufig von Corporate Social Responsibility (CSR), Organisationstheorie im Allgemeinen, aber auch von Nachhaltigkeit, Wirtschaftsethik und Strategie.
Neben seiner wissenschaftlichen Arbeit ist den Hond seit dem 1. Juli 2013 Mitglied im Board der European Group for Organizational Studies (EGOS), für die er schon seit Mai 2013 gemeinsam mit Robin Holt auch die Rolle des Chefredakteurs der wissenschaftlichen Fachzeitschrift Organization Studies im Verlag der SAGE Publications übernommen hat.

## Bibliografie
Zehn Publikationen von den Hond werden in ca. 507 Bibliotheken gehalten. Zu seinen wichtigsten Veröffentlichungen gehören die folgenden Werke.
- Milieuvriendelijker produktontwerp door samenwerking: een case-study in de automobielindustrie. Nederlandse Organisatie voor Technologisch Aspectenonderzoek, Den Haag 1992.
- In search of a useful theory of environmental strategy. Freie Universität Amsterdam, 1996
- mit Frank de Bakker und Peter Neergaard: Managing Corporate Social Responsibility in Action. Gower, 2007, ISBN 978-0-7546-4721-8.
- mit Peter Groenewegen, Nico M. van Straalen: Pestizides: Problems, Improvements, Alternatives. Wiley-Blackwell, 2007, ISBN 978-0-470-99545-7.